# Kemi
Kemi (Giepma in lingua sami settentrionale) è una città finlandese di 19499 abitanti, situata nella regione della Lapponia. La parola kemi anticamente significava un campo battuto, dove è possibile accamparsi.
Essendo situata in prossimità del circolo polare artico (tra i 92 e i 93 chilometri latitudinalmente a sud del circolo) durante il solstizio d'inverno il giorno dura 3 ore 1 minuto e 50 secondi sul livello del mare, il Sole sorge alle 10:48 e tramonta alle 13:50 mentre l'elevazione massima sull'orizzonte del centro del disco solare è di soli 8,3 decimi di grado.

## Storia
La città di Kemi è stata fondata con un decreto dello Zar il 5 marzo 1869.

## Economia
Le più grandi aziende in termini di posti di lavoro sono la Stora Enso, fabbrica della carta di Veitsiluoto, e le industrie del legno di Karihaara Metsä-Botnia e Finnforest. Un'importante azienda industriale è anche la Outokumpu, proprietaria della cava di cromo di Keminmaa. Ad Ajos si trovano un importante porto commerciale e un parco eolico.
Kemi ha incrementato nei primi cinque anni del 2000 il suo profilo nel campo del turismo. I simboli più conosciuti della città sono tra gli altri il palazzo di ghiaccio e il rompighiaccio per passeggeri Sampo.

## Musica
I componenti del gruppo musicale Sonata Arctica (Tony Kakko, Elias Viljanen, Tommy Portimo, Pasi Kauppinen), ad esclusione del tastierista "Henkka" sono nativi di Kemi.
La città è sede dei Tico-Tico Studio, dove sono stati registrati diversi album di artisti musicali finlandesi.

## Amministrazione

### Gemellaggi
- Volgograd, dal 1953[4]
- Luleå